# Luzon-Zwergohreule
Die Luzon-Zwergohreule (Otus longicornis), auch kurz Luzoneule, ist eine Eulenart aus der Gattung der Zwergohreulen.

## Beschreibung
Die sehr kleine Eule erreicht eine Länge von 18 bis 19 Zentimetern. Die Oberseite ist kräftig ockerbraun gefärbt mit schwarzbraunen Strichen und unregelmäßigen Bändern sowie einem durchgehenden weißen Nackenband. Das weißliche Kinn und die weiße Kehle stehen im Kontrast zur rotbraunen Brust, die kräftig schwarz und undeutlicher weiß gefleckt ist. Bauch und Flanken sind überwiegend weiß mit schwarzen und rostbraunen Flecken. Stirn und Augenbrauen sind weiß, die langen Federohren aber wie der Kopf gefärbt. Die Augen sind leuchtend gelb, der Schnabel ist mattgrün mit dunkelbrauner Spitze. Die Beine sind auf dem untersten Zentimeter unbefiedert und weißlich fleischfarben wie die Zehen, die in langen grauen Krallen enden.

## Lebensweise
Sie bewohnt feuchte Wälder mit geschlossenem Kronendach im Bergvorland sowie Berg-Nadelwälder von 700 bis 1500, manchmal bis 2200 Meter Höhe. Die Hauptnahrung bilden Insekten. Der Ruf ist ein melancholischer, langgezogener Laut huuo, der in Abständen von drei bis fünf Sekunden zu hören ist.

## Verbreitung
Die Art lebt endemisch auf der Insel Luzon im Norden der Philippinen. Sie ist nicht selten, nimmt aber durch Lebensraumzerstörung im Bestand ab und wird deshalb von BirdLife International als gefährdet eingestuft.